# Zračna luka Babolsar
'Zračna luka Babolsar (IATA kod: ', ICAO kod: OINB) smještena je kod grada Babolsara u sjevernom dijelu Irana odnosno pokrajini Mazandaran. Nalazi se na nadmorskoj visini od -12 m. Zračna luka ima jednu asfaltiranu uzletno-sletnu stazu dužine 1141 m, a koristi se za tuzemne letove.

## Vanjske poveznice
- (engl.) DAFIF, World Aero Data: OINB  Arhivirana inačica izvorne stranice od 4. ožujka 2016. (Wayback Machine)
- (engl.) DAFIF, Great Circle Mapper: BBL